# سالسا (طعام)
السالسا : هي مجموعة من الصلصات المستخدمة كمكملات غذائية للتاكو وغيرها من الأطعمة المكسيكية والمكسيكية الأمريكية، وأيضًا كأصناف مختلفة من الصلصات لتناولها مع رقائق التورتيلا. يمكن أن تكون طبيعية أو مطبوخة وعادةً ما يتم تقديمها في درجة حرارة الغرفة.
على الرغم من أن كلمة "سالسا" تعني أي نوع من الصلصات باللغة الإسبانية، إلا أنها تشير بشكل خاص في اللغة الإنجليزية إلى صلصات المائدة المكسيكية، وخاصةً صلصة "بيكو دي جالو" ذات الطعم الحار المكونة من الطماطم والفلفل الحار، بالإضافة إلى صلصة "سالسا فيردي".
رقائق التورتيلا مع السالسا هي مقبلات شائعة في مطاعم المكسيكية الأمريكية، ولكنها غير شائعة في المكسيك نفسها.

## التاريخ
اشتهر استخدام السالسا كصلصة مرافقة على الطاولة أولاً بمطاعم المكسيك في الولايات المتحدة. في الثمانينات، انتشرت شعبية سالسا المكسيكية المستندة إلى الطماطم. في عام 1992، تجاوزت قيمة مبيعات السالسا في الولايات المتحدة قيمة مبيعات صلصة الطماطم المعروفة باسم "كاتشب".

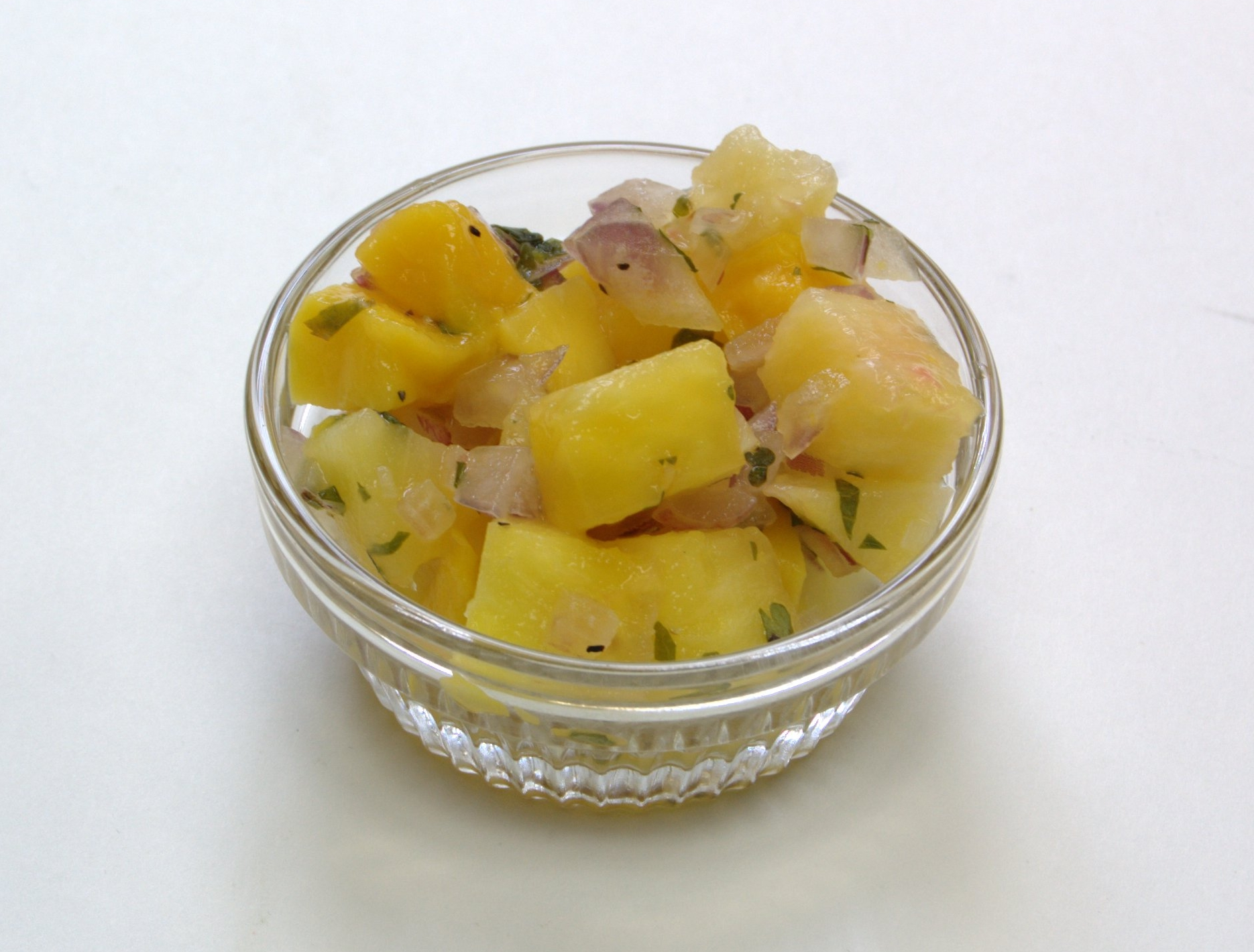
مانجا سالسا الأناناس، مصنوعة مع جالابينو، بصل أحمر وكزبرة، مقدمة في صحن صغير

لاحقاً، واجهت سالسا المستندة إلى الطماطم منافسة من سالسا المصنوعة من الفواكه والذرة أو فاصوليا سوداء. منذ سنة 2000، ازدادت شعبية السالسا الحلوة التي تجمع بين الفواكه والفلفل مثل الهابانيرو، السكوتش بونيه والداتيل وتقدم مع الحلوى المجمدة وكعكة الجبن وكعكة الباوند. في الولايات المتحدة، تستخدم السالسا في التتبيلات وصلصات السلطة والأطباق المطهوة والصلصات المطبوخة. بالإضافة إلى مرافقة أطباق الأسماك والدواجن واللحوم المختلفة، تستخدم أيضًا كتوابل للبطاطس المحمصة وأطباق المعكرونة والبيتزا.

## أنواع

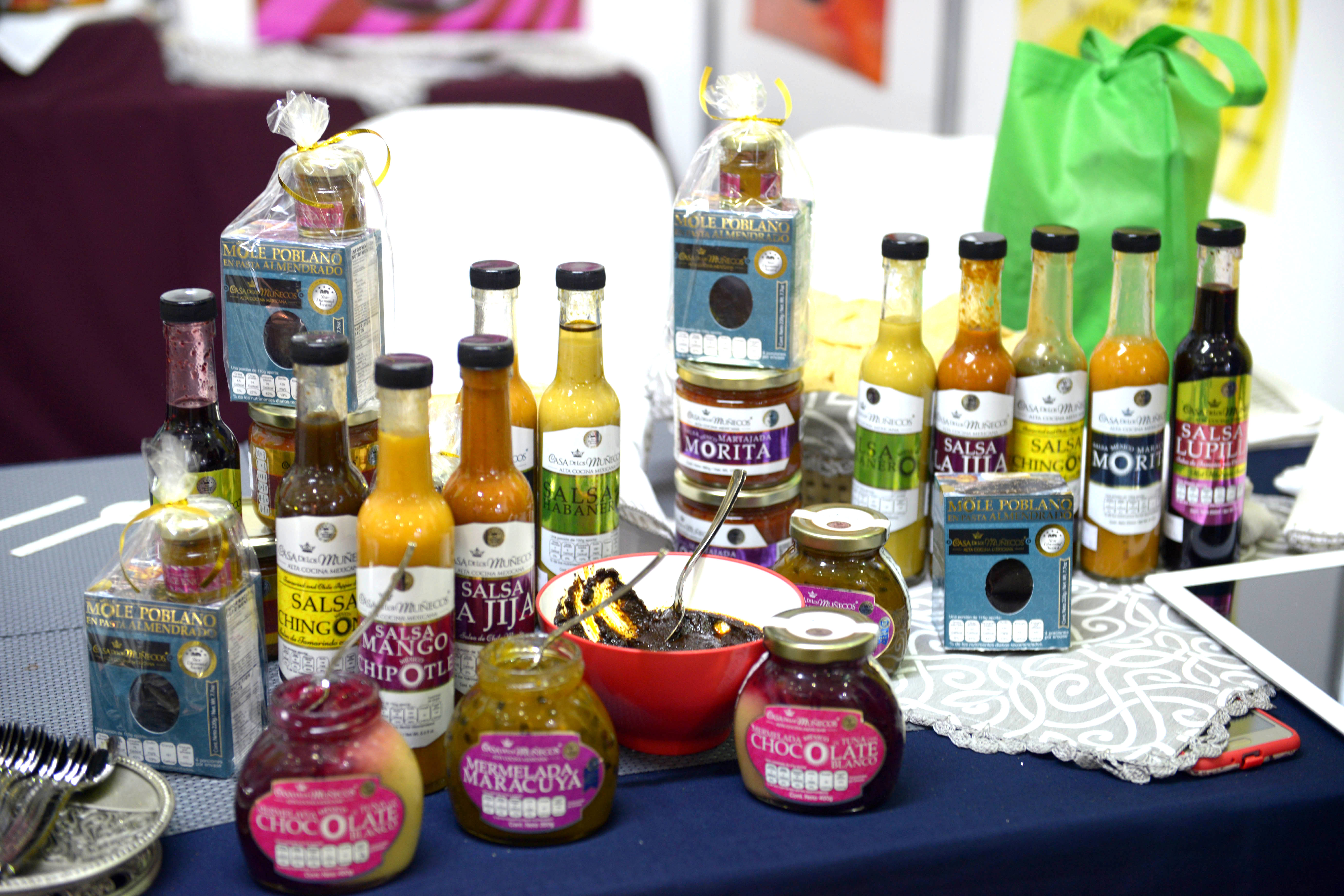
أنواع مختلفة من السالسا المكسيكية، بما في ذلك المولي

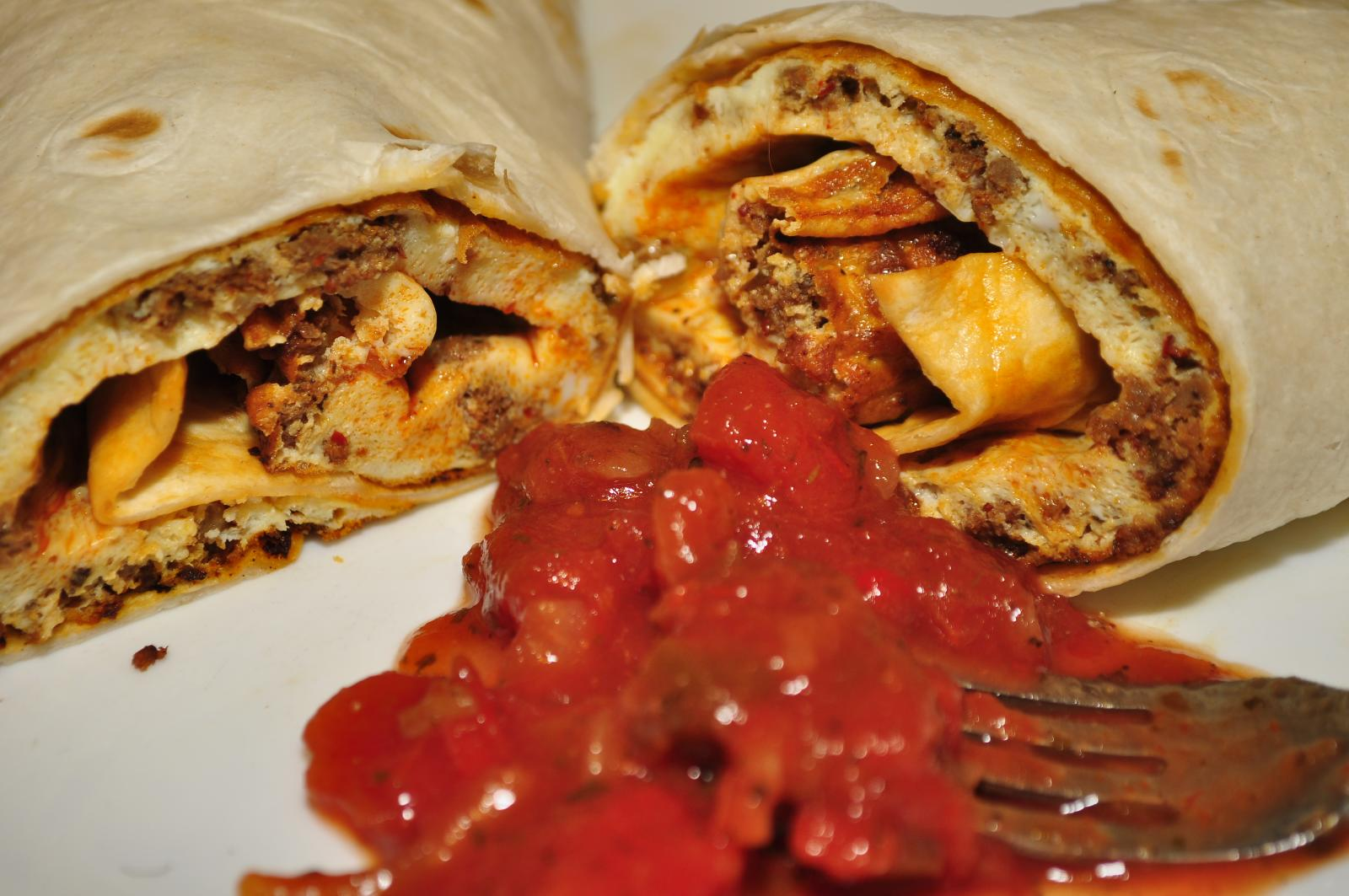
بوريتو إفطار بالتشوريزو والبيض مع السالسا

السالسا هي مكون شائع في المطبخ المكسيكي، حيث تقدم كتوابل مع تاكو وتُضاف إلى الحساء والمرق وتُدمج في حشوات التمالي. سالسا فريسكا هي سالسا طازجة مصنوعة من الطماطم والفلفل الحار. سالسا فيردي مصنوعة من الطماطم المطبوخة وتُقدم كصلصة أو صلصة لأطباق مثل الشيليكويليس، الإنشيلاداس وغيرها. تشيلتوماتي هي صلصة قاعدية مستخدمة على نطاق واسع مصنوعة من الطماطم والفلفل. نوع الفلفل المستخدم في تشيلتوماتي يختلف حسب المنطقة، حيث يكون الفلفل الأخضر الطازج أكثر شيوعًا من الهابانيرو في تشياباس. غالبًا ما يتم تعريف التمالي وفقًا لنوع السالسا المحشوة به، سواء كانت سالسا فيردي أو سالسا روخا أو سالسا دي راخاس أو سالسا دي مولي.
كانت السالسا المكسيكية تُنتج تقليديًا باستخدام الهاون والمدقة المشابهة للمولكاهيت، على الرغم من أن الخلاطات تستخدم الآن. تتضمن السالسا المكسيكية:
- سالسا روخا، واحدة من أكثر أنواع السالسا شيوعًا وشهرة، وتستخدم كتوابل في المطبخ المكسيكي والمطبخ الجنوب الغربي للولايات المتحدة. عادة ما تحتوي على طماطم مطبوخة وفلفل حار وبصل وثوم وكزبرة طازجة.
- سالسا كرودا، "صلصة خام"، هي مزيج غير مطبوخ من الطماطم المفرومة والبصل والفلفل الحار الخياري والكزبرة.[8]